# Родопски говори
Родопските говори на българския език обхващат следните групи говори: смолянски, златоградски, жълтушенско-падински, хвойненски (говор на Ропката), говор на Лъки, широколъшки, чепински говори (същински чепински, костандовски, дорковски, ракитовски), девесилски, кирковски, дранговски, павликянски, западнородопски (чечки и др.), авренско-черничевски, малкоардински говори (лъдженски, давидковски, върбински, гълъбовски и др.), говорите от района на Комотини и Ксанти. Освен посочените по-големи диалектни групи, в Родопите съществуват и редица микродиалекти, обхващащи територията само на едно селище: тихомирски, егрешки, припешки, мугленски, аламовски, дарешки (изчезнал), кушленски, говорът на с. Горни Юруци (последните два са на преселници от територията на днешна Гърция).

## Избрана библиография
- Антонова-Василева, Л., Г. Митринов. Речник на българските говори в Южните Родопи, Драмско и Сярско. София, 2011.
- Български диалектен атлас. Том 1. Югоизточна България. Част първа. Карти. Част втора. Статии, коментари, показалци. София. 1964.
- Български диалектен атлас. Том 3. Югозападна България. Част първа. Карти. Част втора. Статии, коментари, показалци. София. 1975.
- Гайдаджиева, Ив. Интересна микродиалектна особеност в говора на село Аламовци, Златоградско. – Езикът на времето. Сборник с доклади по случай 70-годишния юбилей на проф. д. ф. н. Иван Куцаров. Пловдив. 2012.
- Глухов, Хр. Широколъшкият говор. Пазарджик. 2006.
- Илиев, Ив. Постижения и задачи на източнородопската българска диалектология. В: Илиев, И. Езиковедски опити, с. 53 – 76
- Илиев, Ив. Лексикалните особености на дарешкия говор от Източните Родопи – Теория и практика на психолого-педагогическата подготовка на специалиста в университета. Първа книга. Том втори. Екс-прес. 2015.
- Илиев, Ив. Морфологични, синтактични и лексикални особености на говора източнородопското село Вишнево. В: Научни трудове на Русенския университет. 62, 2023.
- Илиев, Ив. Морфологични и синтактични особености на дарешкия говор от Източните Родопи. B: Филологически проучвания на Великотърновския университет „Св. св. Кирил и Методий“. 35, 2016
- Илиев, Ив. К вопросу о формах относительных местоимений и наречий в родопском девесилском говоре. – Теория и практика на психолого-педагогическата подготовка на специалиста в университета – Сборник с научни доклади. Втора книга. Габрово. 2016.
- Илиев, Ив. За някои общи особености на източнородопските български говори. Дзяло. 9, 2017
- Илиев, Ив., М. Георгиева. Говорът на село Лозенградци от Източните Родопи. Звукови особености. – СУБ. Кърджали. Научни трудове. т. 5. Юбилейна научна конференция „Науката и образованието – традиции и бъдеще“. Кърджали. 2014.
- Илиев, Ив., М. Георгиева. Говорът на село Лозенградци от Източните Родопи. Морфологични особености. – Филологията – класическа и нова. София, 2016.
- Илиев, Ив., М. Георгиева. Говорът на село Лозенградци от Източните Родопи. Синтактични и лексикални особености. – Славистиката и българистиката днес: въпроси, идеи, посоки. Благоевград, 2015.
- Илиев, Ив., М. Георгиева. Една фонетична особеност на родопския дранговски говор. – Лингвистиката: история, предизвикателства, перспективи. Сборник в чест на 80-годишнината на професор д-р Иван Кочев. Благоевград. 2015.
- Илиев, Ив., М. Георгиева. Формите за бъдеще време в миналото в кирковския говор. – Професор Иван Кочев – живот, отдаден на езикознанието. Юбилеен сборник. София. 2016.
- Илиев, Ив., М. Михайлов. Говорът на село Главки, Ксантийско – фонетични особености. B: Българска реч. 3, 2016
- Илиев, Ив., М. Михайлов. Говорът на село Главки, Ксантийско – особености на именната морфология. Научна конференция по случай 80-ата годишнина на проф. Благой Шклифов. София, 2016
- Илиев, Ив., М. Михайлов. Говорът на село Главки, Ксантийско – местоименна система. B: Сборник в чест на проф. Пенка Радева
- Кабасанов, Ст. Говорът на с. Момчиловци, Смолянско. – Известия на Института за български език, 4, 1955.
- Кабасанов, Ст. Един старинен български говор, тихомирският говор. София, 1963.
- Калайджиев, Ст. Широколъшкият говор. – В: Широка лъка – просветно огнище в Родопите. Сборник статии. София, 1947.
- Каневска-Николова, Ел. Тройното членуване в родопските говори. Пловдив, 2006.
- Керемедчиева, Сл. Говорът на Ропката. Родопска граматика. София, 1993.
- Керемидчиева, Сл., Василева Л. Речник на един архаичен родопски говор – говора на Ропката. София, 2022.
- Кехайова, Н. Интересен а-говор в Родопския регион [жълтушенско-падински говор]. Дипломна работа. Катедра по общо езикознание и история на българския език. Пловдивски университет. 2012.
- Кидикова, Ст. Неизвестен досега старинен родопски говор [в с. Шумнатица, Момчилградско]. – Родопи, 1977, № 12.
- Кочев, Ив. За ударения квантитет в българския език. В: Славистичен сборник. По случай Х международен конгрес на славистите. София. 1988.
- Кючюкова, Ев., Ив. Илиев. Към характеристиката на говора в село Егрек, Крумовградско. – Науката – предизвикателство за младите. Сборник от студентска научна конференция – Кърджали, 20. 11. 2015. Пловдив. 2016.
- Маринска, Р. Назалност в девисилския говор. – Бълг. ез., 1990, № 1.
- Маринска, Р. Девисилският говор. Фонетика и морфология. Дисертация. София, 1991.
- Маринска, Р. Особености в говора на с. Славеино, Смолянско. Акустичен анализ на родопски гласни. Пловдив. 2008.
- Меракова, Е. Диференциален диалектен речник на с. Беден. [Девинско]. Смолян, 1993.
- Меракова, Е. Диференциален диалектен речник на Райково. Смолян, 1993.
- Милетич, Л. Павликянското наречие. B: СбНУНК. Дял историко-филологичен и фолклорен. 26, 1912.
- Милетич, Л. Източнобългарските говори. София, 1989.
- Милетич, Л. Родопските говори на българския език. „Изток-Запад“. 2013.
- Митринов, Г. Още данни за употреба на съчетание от гласна а, е + назална съгласна н в говори от Момчилградско. – Ез. и лит., 1991, № 1, 115 – 119.
- Митринов, Г. За някои особености на говора на с. Угурли, Ксантийско. – Език и литература, 1992 г., № 4.
- Митринов, Г. За южната граница на златоградския говор. – Българска реч. 1, 2008.
- Митринов, Г. Една интересна особеност в говора на с. Исьорен, Ксантийско. – Български език, 2008, № 4.
- Митринов, Г. Една интересна особеност в говора на село Припек. – Славов, А., А. Иванов, Г. Митринов и др. Село Припек. Минало и настояще. София. 2010.
- Митринов, Г. Данни за говора на с. Кетенлик, Ксантийско, в началото на 20 век и 100 години по-късно. – Български език, 2010, № 3.
- Митринов, Г. Южнородопските български говори в Ксантийско и Гюмюрджинско. По данни от Помашко-гръцки речник на Петрос Теохаридис – Солун, 1996. София, 2011.
- Митринов, Г. За една особеност в говора на с. Черничево, Крумовтрадско
- Митринов, Г. Следи от гласна ы в южнородопските български говори (Ксантийско). Български език. 2014, № 1.
- Михайлов, М. Златоградският говор. Дисертация. Пловдив, 2006.
- Младенов, М. Говорите в Родопите. – Младенов, М. Диалектология, балканистика, етнолингвистика. София. 2008.
- Младенов, М. Особености в говора на с. Корово [Драгиново]. – Младенов, М. Диалектология, балканистика, етнолингвистика. София. 2008.
- Младенов, М. Неизвестен тип акавизъм в родопските говори (Следударен акавизъм в говора на с. Ракитово, Пазарджишко). – Младенов, М. Диалектология, балканистика, етнолингвистика. София. 2008.
- Неделчев, Н. Диалект на българите католици. Северен павликянски говор. В. Търново, 1994.
- Пухалев, Г., Керемидчиева, Сл., Генев-Пухалева, Ил. Казано по каменски. Етнолингвистично изследване на кв. Каменица – Велинград. София, 2008.
- Радичев, Р., Г. Паликъщов, Г. Радичев. Широка Лъка и говорът на широколъчани. София. 2004.
- Росенов, Ю., Г. Митринов. Село Горни Юруци, Крумовградско – минало и настояще
- Савова, Й. Особености в лексиката на с. Егрек. – Родопи, 1987, № 1.
- Соболев, А. Болгарский широколыкский говор. Синтаксис, лексика духовной културы, тексты. Marburg an der Lahn. 2001.
- Сребранов, Р. Чечкият говор. София. 2007.
- Стойчев, Т. Родопски речник. – Българска диалектология. 2. 1965, 119 – 314.
- Стойчев, Т. Родопски речник. – Българска диалектология. 5. 1970, 152 – 222.
- Стойков, Ст. Банатският говор. Трудове по българска диалектология. 3, 1967.
- Стойков, Ст. Към вокалната типология на родопските говори (Застъпници на старобългарските носови и ерови гласни). – В: Славистичен сборник. С., 1968.
- Стойков, Ст. Говорът на с. Настан, Девинско. – Известия на Института за български език, 11, 1964.
- Стойков, Ст. Говорът на с. Мугла, Девинско. – Известия на Института за български език, 20, 1971.
- Стойков, Ст. Към вокализма на смолянския говор. (Преглас на гласна а в е в говора на село Триград, Девинско). – Стойков, Ст. Избрани езиковедски трудове. София, 2008.
- Стойков, Ст. Нов неизвестен тип акавизъм в родопските говори. (Предударен акавизъм в говорите на селата Старцево и Неделино, Златоградско). – Стойков, Ст. Избрани езиковедски трудове. София, 2008.
- Стойков, Ст. Една нова промяна на съгласната л в българския език. (Преход на съгласната л в у и е в говора на село Корово, Велинградско). – Стойков, Ст. Избрани езиковедски трудове. София, 2008.
- Тончева, Хр., Ив. Илиев. Към описанието на говора в село Припек, Джебелско. – Традиции и приемственост. 50 години полувисше и висше образование в Източните Родопи. 2. Езикознание и педагогика. Велико Търново. 2011.
- Тончева, Хр., Ив. Илиев. За рефлексите на ы в говора на село Припек, Джебелско, в сравнителен аспект. – Български език. Приложение 2014 г. „145 години Българско книжовна дружество“. Езиковедски изследвания.
- Тончева, Хр., Ив. Илиев Говорът на село Припек, Джебелско Архив на оригинала от 2021-12-05 в Wayback Machine.. Пловдив. 2016.
- Iliev, Iv. The Main Characteristic Features of the Bulgarian Orlitza Dialect (From the East Rhodopes). В: US-China Foreign Langiage. 6, 2015. Архив на оригинала от 2019-04-28 в Wayback Machine.
- Iliev, Iv. The Bulgarian Daretz Dialect from the Eastern Rhodopes – Phonetic Features. – Trakia Journal of Sciences. Vol. 13, Suppl. 1. Stara Zagora. 2015.
- Kokkas, N. Uchem so Pomatsko. A, B. Xanti. 2004.
- Sandry, S. Phonology and Morphology of Paševik Pomak with Notes on the Verb and Fundamentals of Syntax. Thesis